# The Gospel Collection
The Gospel Collection è un album in studio del cantante statunitense George Jones, pubblicato nel 2003.

## Tracce

### Disco 1
1. Amazing Grace – 3:23 (John Newton)
2. It Is No Secret – 3:12 (Stuart Hamblen)
3. Just a Little Talk with Jesus – 2:11 (Cleavant Derricks)
4. Never Grow Old – 3:19 (James C. Moore)
5. Swing Low, Sweet Chariot – 2:50 (Traditional)
6. Why Me Lord? – 2:58 (Billy April)
7. I'll Fly Away – 3:00 (Albert E. Brumley)
8. Precious Memories – 4:16 (Traditional)
9. Just a Closer Walk with Thee – 3:01 (Traditional)
10. In the Garden – 3:28 (C. Austin Miles, Johann Pachelbel)
11. Lonesome Valley – 3:39 (Traditional)
12. When Mama Sang (The Angels Stopped to Listen) – 3:32 (Danny Walls, Bob Warren)

### Disco 2
1. Peace in the Valley – 3:26 (Thomas A. Dorsey)
2. What a Friend We Have in Jesus – 4:13 (Charles Crozat Converse, Joseph M. Scriven)
3. Softly and Tenderly – 3:08 (Will Lamartine Thompson)
4. The Lily of the Valley – 2:35 (William Charles Fry, William Shakespeare Hays)
5. The Old Rugged Cross – 3:13 (George Bennard)
6. Leaning on the Everlasting Arms – 3:04 (Elisha Hoffman, Anthony Johnson Showalter)
7. Family Bible – 3:33 (Walt Breeland, Paul Buskirk, Claude Gray)
8. Mansion Over the Hilltop – 3:34 (Ira Stanphill)
9. If I Could Hear My Mother Pray Again – 3:19 (James Rowe, James W. Vaughan)
10. How Beautiful Heaven Must Be – 3:21 (A. P. Bland, A. S. Bridgewater)
11. Jesus Hold My Hand – 3:31 (Brumley)
12. I Know a Man Who Can – 4:02 (Jack Campbell, Jimmie Davis)